# Jan z Jaje
Jan z Jaje – duchowny katolicki kościoła maronickiego, w latach 1440–1445 44. patriarcha tego kościoła - "maronicki patriarcha Antiochii i całego Wschodu".